# Robert Monroe
Robert Allan Monroe (Virginia, 30 de octubre de 1915 — 17 de marzo de 1995) fue un ejecutivo publicitario de Virginia, Estados Unidos, que se hizo famoso por su investigación sobre los estados alterados de conciencia. A su libro de 1971 Viajes Fuera del cuerpo se le atribuye la popularización del término experiencia extracorporal. En 1978 fundó el Instituto Monroe, que siguió con su trabajo tras su muerte.

## Primeros pasos
Robert Monroe, padre de familia, empresario, sin ningún tipo de interés religioso, comienza a experimentar con técnicas para agilizar la memoria auditiva y la relajación del cuerpo. Al cabo de un tiempo de experimentar con cintas de casete grabadas por él mismo, comienza a sentir espontáneamente vibraciones por todo el cuerpo cada vez que se acuesta. Alarmado por este hecho, consulta a su médico de familia. Los exámenes realizados no muestran ningún problema físico, pero las vibraciones continúan y decide enfrentarlas.
Se acuesta en su cama y se dispone a dormir. Cuando las vibraciones aparecen decide prestarles toda su atención, y entonces estas comienzan a acrecentarse hasta que desaparecen súbitamente. Y en ese mismo momento se da cuenta de que tiene el brazo por debajo de la cama, éste ha atravesado el suelo, y siente una tachuela que está por debajo del piso de madera.
Mientras se plantea estar padeciendo síntomas de locura, su vida cotidiana, sus negocios, y sus experiencias extracorporales, siguen desarrollándose.

## Viajes fuera del cuerpo
En su primer libro: "viajes fuera del cuerpo" describe todas las experiencias que tuvo desde 1958 hasta 1964. Incluye técnicas para alcanzar la separación de fase (como él llama al estado en donde el cuerpo no-físico se separa del físico), planteamientos filosóficos y culturales, y evidencias concretas para demostrar la existencia de vida en otros universos de conciencia paralelos al nuestro.  

## El viaje definitivo
"El viaje definitivo" es el título de su último libro, cuenta con menos de 100 páginas. En él Monroe describe con precisión todas las conclusiones a las que llega con su experiencia personal, y la experiencia de los graduados del Instituto Monroe sobre la etapa a la que llegan las personas luego de dejar la existencia física.
También expone cómo fue capaz de llegar a la autorrealización ganando comprensión de todas sus vidas anteriores, objetivo en la tierra, futuro cercano, lejano y entendimiento de su verdadero gran Yo.